# Masenate Mohato Seeiso
 'Masenate Mohato Seeiso, z d. Anna Karabo Mots'oeneng (ur. 2 czerwca 1976 w Mapoteng w dystrykcie Berea) – królowa Lesotho.
18 lutego 2000 w Maseru poślubiła króla Lesotho Letsie'ego III. Para ma troje dzieci:
- księżniczkę Senate (ur. 7 października 2001)
- księżniczkę 'Maseeiso (ur. 20 listopada 2004)
- księcia Lerotholi (18 kwietnia 2007)